# Awala-Yalimapo
Awala-Yalimapo is een gemeente in Frans-Guyana. De gemeente telde 1.549 inwoners op 1 januari 2022. De beide dorpen van de gemeente liggen aan de zeemonding van de Marowijne die in het Frans Maroni wordt genoemd en de grens met Suriname vormt.
In 1988 werd de gemeente afgesplitst van Mana op vraag van de inheemse, indiaanse Kari’na bevolking, als tegenwicht tegen de dominantie van de creoolse bevolking.

## Geschiedenis
De Kari’na wonen in het Atlantische kustgebied zowel aan de Surinaamse en de Franse kant van de Marowijne. In 1596 werd het gebied voor het eerst verkend door de Engelsman Lawrence Keymis die een groot Kari’na dorp genaamd Iaremappo ontdekte. De komst van de kolonisators veroorzaakte ziektes waar de inheemse bevolking geen weerstand tegen had, en de Kari’na werden bedreigd met uitsterven. In 1858 werd de bagne (strafkolonie) Camp des Hattes gesticht in het huidige Awala-Yalimapo.
In de jaren 1940 keerden de Kari’na uit Pointe Isère terug naar het gebied en stichtten het dorp Awala. Rond 1950 stichtten Kari’na uit Galibi, Suriname het dorp Yalimapo. In 1988 werd de zelfstandige gemeente Awala-Yalimapo opgericht door afsplitsing van Mana. De eerste conferentie van inheemsen van Frans-Guyana werd in Awala-Yalimapo gehouden en leidde tot de oprichting van de Federatie van Inheemse Organisaties van Frans-Guyana (Fédération des organisations amérindiennes de Guyane) in 1993 en is vergelijkbaar met de Vereniging Inheemse Dorpshoofden Suriname. In 1998 werd een gebied van 1.593 hectare toegekend aan de stam voor gemeenschappelijk gebruik.

## Natuur
Het natuurreservaat Amana bevindt zich aan de Atlantische kust en is samen met naburige natuurreservaat Galibi in Suriname één van 's werelds belangrijkste broedplaatsen van de lederschildpad. Het natuurgebied is sinds 1998 beschermd en is 148 km2 groot.

## Galerij

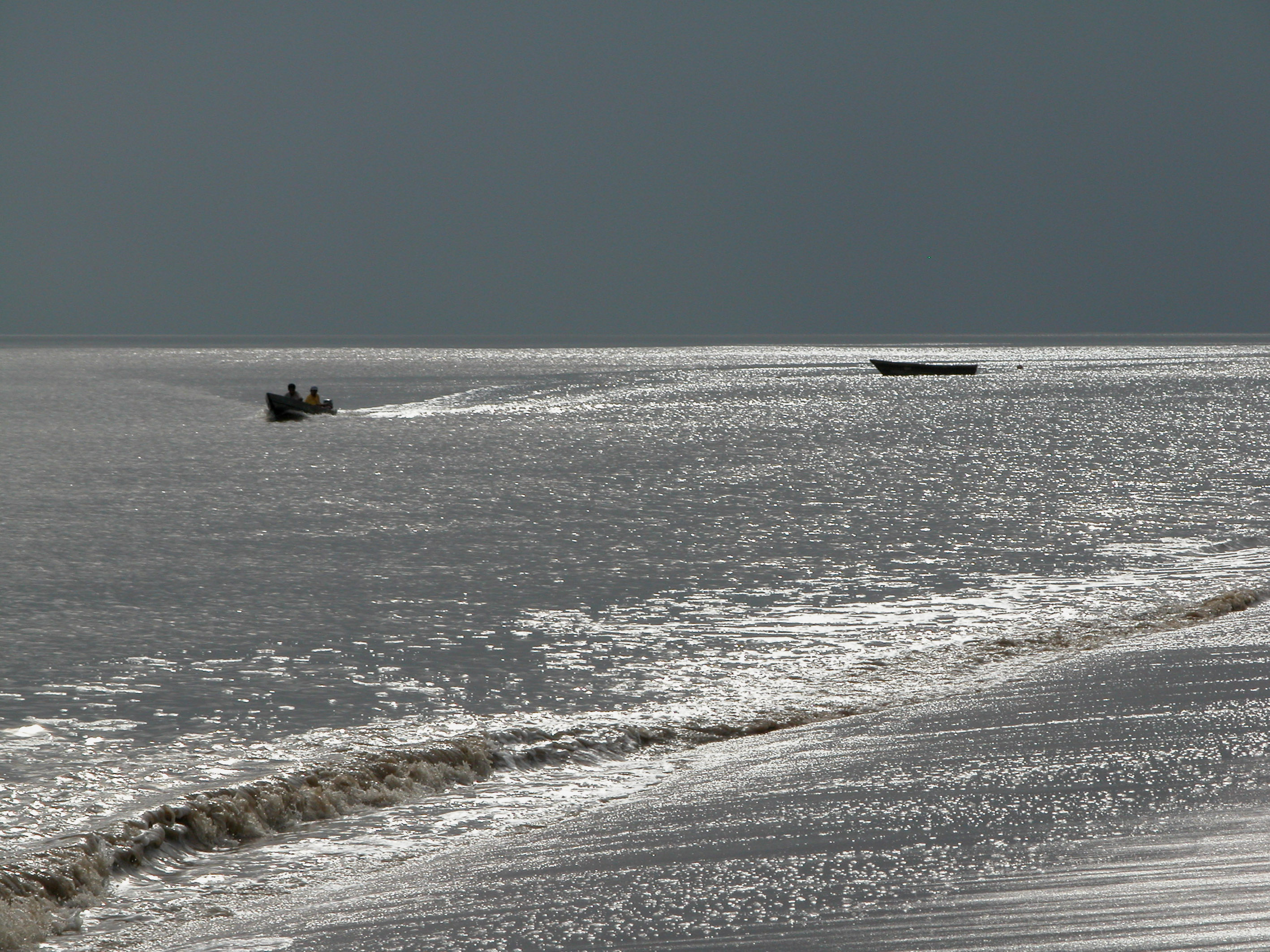
Atlantische Oceaan
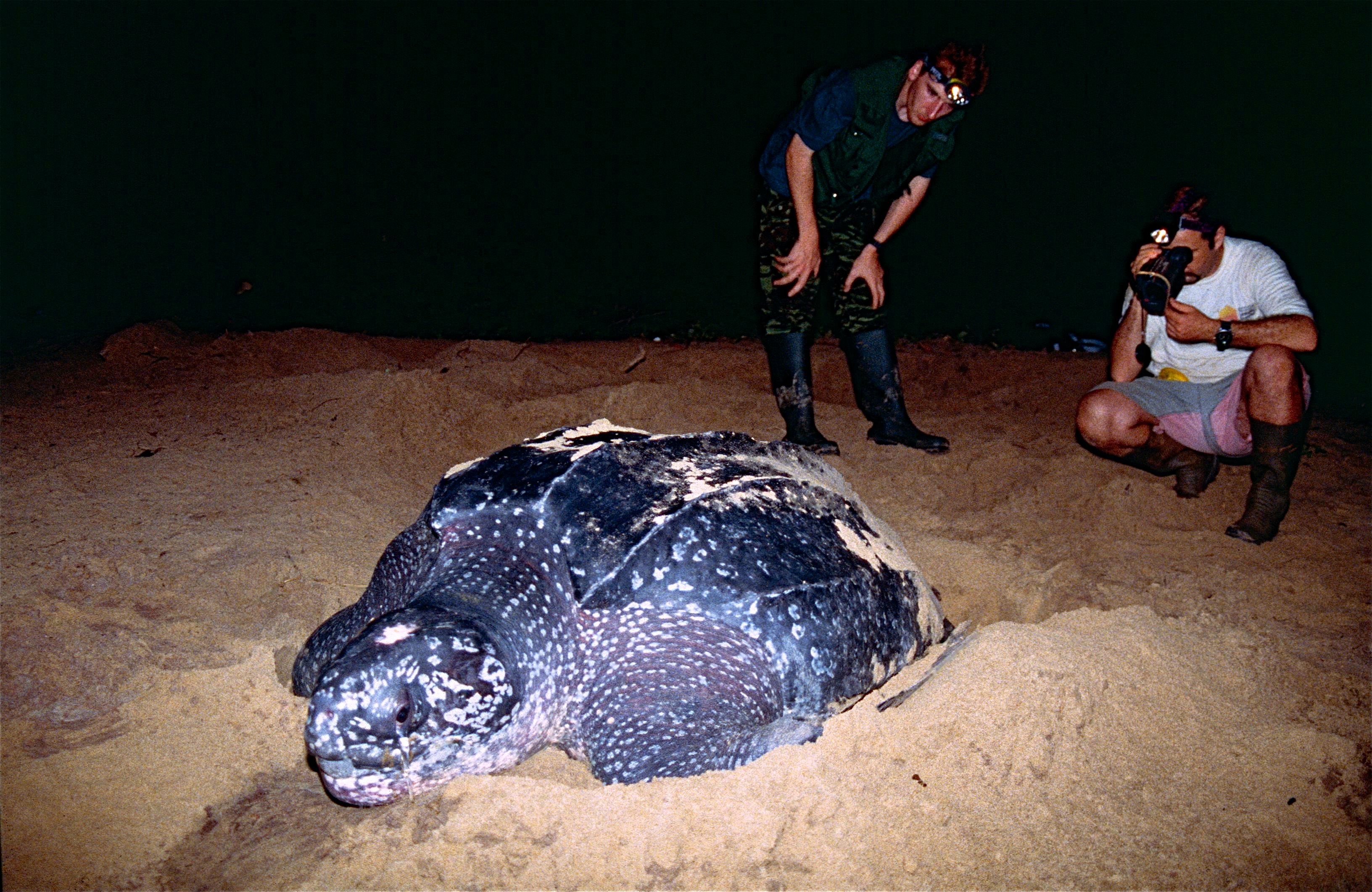
Schildpad is eieren aan het leggen
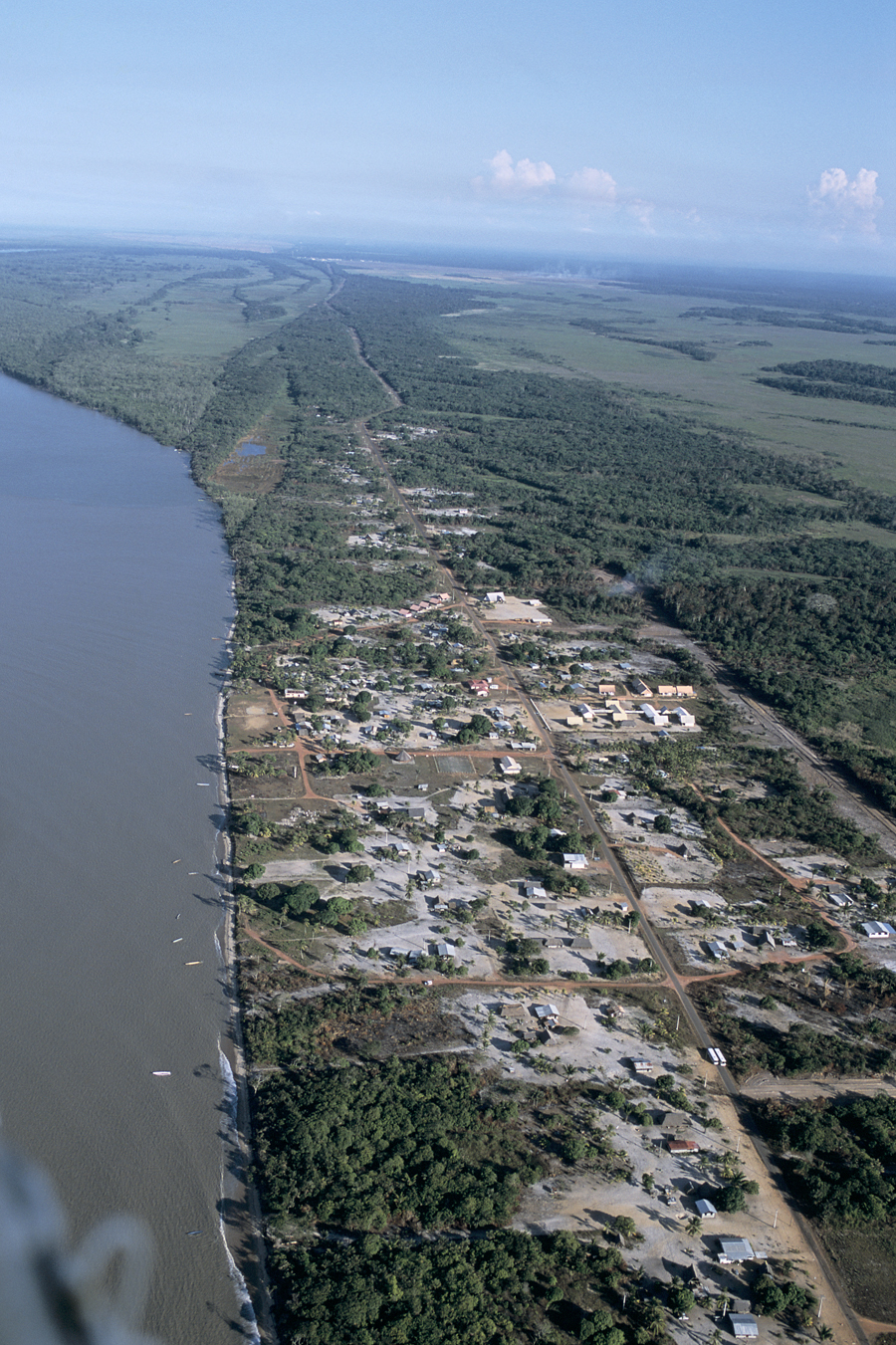
Yalimapo vanuit de lucht